# Facundo Ferreyra
Pour les articles homonymes, voir Ferreyra.
Facundo « Chucky » Ferreyra, né le 14 mars 1991 à Lomas de Zamora, est un footballeur argentin qui joue au poste d'attaquant au Club Tijuana.

## Biographie

### Carrière en club

#### Chakhtar Donetsk (2013-2018)
Le 9 juillet 2013, il s'engage pour 5 ans avec le Chakhtar Donetsk pour 9 millions d'euros.

#### Prêt au Newcastle United (2014-2015)
Le 4 août 2014, il est prêté à Newcastle United pour une saison avec une option d'achat de 6 millions d'euros. Cependant l'option d'achat ne sera pas levé et il ne disputera aucun match avec le club.

#### Benfica Lisbonne (2018-2019)
Le 7 juin 2018, il s'engage libre avec le Benfica Lisbonne pour 4 ans.

#### Prêt à l'Espanyol de Barcelone
Le 31 janvier 2019, Ferreyra est prêté dix-huit mois par le Benfica au club espagnol de l'Espanyol de Barcelone. Le 8 mars, pour sa première titularisation, il ouvre son compteur en Liga contre l'Athletic Bilbao (1-1).
La saison suivante, Ferreyra présente de flatteuses statistiques en Ligue Europa avec sept buts en neuf matchs qui cachent des performances décevantes en championnat avec un seul but inscrit. Souvent blessé et pris en grippe par une partie des supporters, il assiste à la relégation du club qui finit dernier de Liga. Globalement décevant en Catalogne, Ferreyra quitte le club en juillet 2020 et revient au Benfica.

## Statistiques
| Saison                | Club                         | Championnat           | Championnat | Championnat | Coupe(s) nationale(s) | Coupe(s) nationale(s) | Supercoupe | Supercoupe | Compétition(s) continentale(s) | Compétition(s) continentale(s) | Compétition(s) continentale(s) | Total | Total |
| Saison                | Club                         | Division              | M.          | B.          | M.                    | B.                    | M.         | B.         | Comp.                          | M.                             | B.                             | M.    | B.    |
| 2008-2009             | CA Banfield                  | D1                    | 6           | 1           | -                     | -                     | -          | -          | -                              | -                              | -                              | 6     | 1     |
| 2010-2011             | CA Banfield                  | D1                    | 18          | 6           | -                     | -                     | -          | -          | -                              | -                              | -                              | 18    | 6     |
| 2011-2012             | CA Banfield                  | D1                    | 32          | 8           | -                     | -                     | -          | -          | -                              | -                              | -                              | 32    | 8     |
| Sous-total            | Sous-total                   | Sous-total            | 56          | 15          | -                     | -                     | -          | -          | -                              | -                              | -                              | 56    | 15    |
| 2012-2013             | Vélez Sársfield              | D1                    | 22          | 16          | -                     | -                     | -          | -          | CL                             | 3                              | 1                              | 25    | 17    |
| Sous-total            | Sous-total                   | Sous-total            | 22          | 16          | -                     | -                     | -          | -          | -                              | 3                              | 1                              | 25    | 17    |
| 2013-2014             | Chakhtar Donetsk             | Premier-liha          | 13          | 6           | 2                     | 0                     | -          | -          | C1+C3                          | 5+2                            | 0+0                            | 22    | 6     |
| 2015-2016             | Chakhtar Donetsk             | Premier-liha          | 11          | 3           | 5                     | 2                     | -          | -          | C1+C3                          | 1+6                            | 0+2                            | 23    | 7     |
| 2016-2017             | Chakhtar Donetsk             | Premier-liha          | 20          | 13          | 1                     | 0                     | -          | -          | C3                             | 7                              | 3                              | 28    | 16    |
| 2017-2018             | Chakhtar Donetsk             | Premier-liha          | 30          | 21          | 3                     | 4                     | 1          | 2          | C1                             | 8                              | 3                              | 42    | 30    |
| Sous-total            | Sous-total                   | Sous-total            | 74          | 43          | 11                    | 6                     | 1          | 2          | -                              | 29                             | 8                              | 115   | 59    |
| 2018-2019             | Benfica Lisbonne             | Liga NOS              | 5           | 1           | 1                     | 0                     | -          | -          | C1                             | 3                              | 0                              | 9     | 1     |
| Sous-total            | Sous-total                   | Sous-total            | 5           | 1           | 1                     | 0                     | -          | -          | -                              | 3                              | 0                              | 9     | 1     |
| 2018-2019             | Espanyol de Barcelone (prêt) | Liga                  | 9           | 1           | -                     | -                     | -          | -          | -                              | -                              | -                              | 9     | 1     |
| 2019-2020             | Espanyol de Barcelone (prêt) | Liga                  | 16          | 1           | 2                     | 0                     | -          | -          | C3                             | 9                              | 7                              | 27    | 8     |
| Sous-total            | Sous-total                   | Sous-total            | 25          | 2           | 2                     | 0                     | -          | -          | -                              | 9                              | 7                              | 36    | 9     |
| Total sur la carrière | Total sur la carrière        | Total sur la carrière | 182         | 77          | 14                    | 6                     | 1          | 2          | -                              | 44                             | 16                             | 241   | 101   |

## Palmarès
- Il remporte avec le CA Vélez Sarsfield le Tournoi Inicial 2012 du championnat d'Argentine. Il termine meilleur buteur du tournoi à égalité avec Ignacio Scocco (13 buts chacun).
- En 2014, 2017 et 2018, il remporte le Championnat d'Ukraine.
- En 2016, 2017 et 2018, il remporte la Coupe d'Ukraine.
- Avec Benfica, il est Champion du Portugal en 2019